# Patrick Weston Joyce
Patrick Weston Joyce (bekannt als P. W. Joyce, * 1827 in den Ballyhoura Mountains; † 7. Januar 1914 in Dublin) war ein irischer Historiker, Schriftsteller, Musiksammler und Lehrer, der insbesondere für seine Forschungen zur irischen Etymologie und zu den lokalen Ortsnamen Irlands bekannt war.

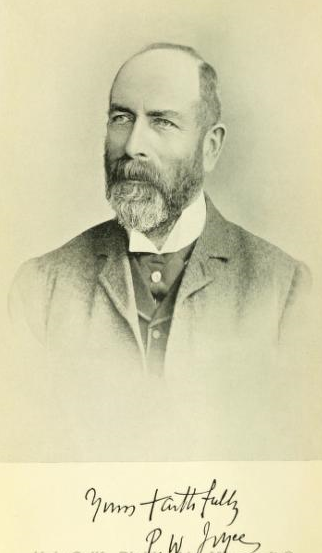
P. W. Joyce (vor 1911, mit Autograph)

## Werke (Auswahl)
- The Origin and History of Irish Names of Places, 3 Bde. (1869, 1875, 1913)
- Irish Local Names Explained (1870)
- A Handbook of School Management (1876; insgesamt 25 Auflagen)
- A Grammar of the Irish Language for the Use of Schools (1878)
- Old Celtic Romances, Translated from the Gaelic (1879)
- Philip’s Handy Atlas of the Counties of Ireland (1881)
- The Geography of the Counties of Ireland (1883)
- A Short History of Ireland (1893)
- Outlines of the History of Ireland (1896)
- A Child’s History of Ireland (1897)
- A Reading Book in Irish History (1900)
- A Social History of Ancient Ireland, 2 Bde. (1903)
- A Concise History of Ireland (1903)
- A Smaller Social History of Ancient Ireland (1906)
- The Story of Ancient Irish Civilisation (1907)
- English as We Speak it in Ireland (1910)
- The Wonders of Ireland and Other Papers on Irish Subjects (1911)